# Hilde Sinapius
Hilde Sinapius (früher Lehmann-Sinapius, * 1929 in Bremen) ist eine deutsche Malerin und Lyrikerin. Sie ist Mitbegründerin der Künstlervereinigung „Landhaus Gruppe Köln“.

## Leben
Sinapius besuchte die Hochschule für bildende Künste Hamburg und studierte 1950 bis 1951 freie Malerei bei Willi Breest. Von 1951 bis 1954 besuchte sie die Staatliche Akademie der Bildenden Künste Stuttgart und studierte Malerei bei Hermann Sohn und Willi Baumeister. Außerdem studierte Hilde Sinapius 1954/1955 Geschichte an der
Universität Freiburg.
Seit 1956 widmet sich Hilde Sinapius der Malerei und präsentierte ihre Bilder in Gruppen- und Einzelausstellungen.
Die Künstlerin betrachtet die Dinge ihrer Umwelt nicht nur als rein äußerlich erfassbare Gegenstände, sondern versucht die mit ihnen verbundenen Assoziationen einzufangen. Ein zentrales Thema ihrer Werke aus den Jahren 1977 bis 1999 ist die Stadt als Lebensraum. Zu diesem Thema wurde u. a. eine Ausstellung in der Reihe „Kunst im Präsidialamt“ vom Professor für Bildende Kunst und Kunsterziehung an der Universität des Saarlandes, Karl-Otto Jung, initiiert und organisiert. Weiterhin wurden Schaubilder von Hilde Sinapius verschiedentlich eingebracht, wie in Textentfaltungen „– semiotische Experimente mit einer biblischen Geschichte“ von Alex Stock.
Als Lyrikerin war Hilde Sinapius Mitglied des Autorenkreises Rhein-Erft und ist unter anderem in der unter dem Titel „Übergänge 20“ im Verlag Book on Demand herausgegebenen Anthologie und weiteren Veröffentlichungen vertreten.
Von 1956 bis 2000 war Hilde Sinapius aktives Mitglied der GEDOK Köln. Mit weiteren Künstlern gründete sie 1971 die Künstlervereinigung „Landhaus Gruppe Köln“ (1971–1990). Sämtliche Werke der Künstlervereinigung wurden 1991 auf Anfrage dem Kölner Stadtarchiv zur Verfügung gestellt.
Außerdem nahm sie von 1956 bis 1990 als Mitglied an den Ausstellungen des Bundesverbandes Bildender Künstlerinnen und Künstler (BBK) teil.
Zusammen mit ihrem Mann, dem Maler Werner Sinapius, hat sie Ateliers in Königsdorf bei Köln, im Wallis/Schweiz, im County Mayo/Irland und in Schloss Lekow (Polen). Das in Königsdorf speziell als Atelierhaus von Joachim Schürmann entworfene Gebäude ist im Buch „Schürmann – Entwürfe und Bauten“ zu sehen.

## Ausstellungen (Auswahl)
- 1956, Köln, Hahnentorburg, Einzelausstellung zur Aufnahme in die GEDOK
- 1956–2000, Teilnahme an sämtlichen Ausstellungen der GEDOK
- 1956–1990, Teilnahme an sämtlichen Ausstellungen des BBK
- 1971–1990 Teilnahme an sämtlichen Ausstellungen der Landhaus Gruppe Köln
- 6. Dezember 1959–3. Januar 1960, Düsseldorf, Kunstpalast, Winterausstellung 1959 (jurierte Ausstellung)
- 17.–29. Mai 1977 Abtei Brauweiler, Werner und Hilde Sinapius mit Regine Schirmer